# Niedergrunstedt
Niedergrunstedt ist als ehemalige Dorfgemeinde ein Ortsteil der Stadt Weimar im Bundesland Thüringen. Es liegt südwestlich vom Stadtkern.

## Geschichte
Niedergrunstedt ist ein Straßendorf mit Ober- und Unterdorf (südlich bzw. nördlich des Kirschbachs). Der Ort wurde erstmals in zwei Urkunden von 1289 als Grunstete erwähnt, 1301 war zur Unterscheidung vom benachbarten Obergrunstedt (heute Landkreis Weimarer Land) erstmals von Nydern Grunstete die Rede. Östlich der Ortslage ist die Wüstung Neuses bis ins 16. Jahrhundert gesichert nachgewiesen.
Eine Niedergrunstedter Kirche ist schriftlich seit 1322 belegt, als Papst Johannes XXII. durch einen Ablassbrief die Mauritiuskirche zum Ziel von Wallfahrten machte. Der erste Nachweis eines Pfarrers stammt aus dem Jahr 1363.
Die Kirche wurde mit Teilen des Dorfes im Sächsischen Bruderkrieg 1447 zerstört und bis 1450 wieder aufgebaut. 1726–29 entstand die Kirche in der Form, die sie weitgehend auch heute noch aufweist. An den spätgotischen Turm wurde ein Langhaus mit Mansarddach angebaut, die Emporen und das hölzerne Tonnengewölbe wurden vom Weimarer Hofmaler Johann Ernst Rentzsch mit biblischen Szenen ausgemalt.
1556 wurde in Niedergrunstedt eine erste Schule eingerichtet. 1836 entstand ein Neubau, der mit dem 1890 angebauten Klassenzimmer bis 1975 als Schulhaus diente. Der Dorfkern liegt um den Bäckerplatz.
1919 malte Lyonel Feininger die Kirche. Das Bild Kirche in Niedergrunstedt hängt heute in der Berliner Neuen Nationalgalerie als Dauerleihgabe des Landes Berlin.
Die erste Bücherverbrennung, die 1933 in Thüringen stattfand, organisierte die Ortsgruppe Weimar des völkisch-antisemitischen Deutschnationalen Handlungsgehilfen-Verbandes bei Niedergrunstedt.
Der Ort wurde im April 1945 durch Soldaten der 3. US-Armee besetzt. Vorher verursachte eine Luftmine Schäden am Turm, am Dach und an den Fenstern der Kirche St. Mauritius. Eine Rekonstruktion des Kirchendachs erfolgte 1992–94. 1999 konnte zum ersten Mal nach Jahrzehnten durch Erhaltungs- und Pflegearbeiten die Orgel aus der Werkstatt Witzmann von Mitte des 19. Jahrhunderts wieder bespielt werden.
Lebensgrundlage war die klein- und mittelbäuerlich betriebene Landwirtschaft. Die amerikanische Besatzungsmacht war schon im Juli 1945 durch die Rote Armee abgelöst worden. Entsprechend machte Niedergrunstedt nun alle Umwälzungen in der SBZ und DDR mit. So wurde 1952 die LPG „Glückauf“ gegründet, unter erheblichem Druck traten die letzten Bauern 1960 in die LPG ein, womit die „Vollgenossenschaftlichkeit“ erreicht war. Nach 1990 setzte eine deutliche Entwicklung ein, die sich in der Erschließung zweier Neubaugebiete niederschlug, in denen zahlreiche Einfamilienhäuser entstanden. 1994 wurde Niedergrunstedt nach Weimar eingemeindet.

## Bevölkerung und Wirtschaft
Der Ortsteil zählt 569 Einwohner. Besonders in den beiden Neubaugebieten wohnen viele Kinder und Jugendliche. Im Ort sind einige Gewerbebetriebe und Unternehmen angesiedelt. Auf Beschluss der Gemeindevertretung erfolgte 1994 die Eingliederung Niedergrunstedts in die Stadt Weimar.
Das Feuchtgebiet südöstlich von Niedergrunstedt ist seit 2000 Landschaftsschutzgebiet. Betrieben wird um dieses herum intensive Landwirtschaft.

## Kultur
Das Hofatelier Niedergrunstedt ist durch Kunstausstellungen, Kunstzirkel und Jugendarbeit über Weimars Grenzen hinaus bekannt. Zwei örtliche Vereine – der Ortsverein Lebendiges Niedergrunstedt und der Heimatverein – engagieren sich für Denkmal-, Natur- und Landschaftsschutz im Ortsteil und für den Erhalt alter dörflicher Traditionen und um das Miteinander im Ort. Die Freiwillige Feuerwehr bringt sich neben ihrer eigentlichen Arbeit tatkräftig für den Ort ein und ist mit ihrer Nachwuchsförderung ein Ansprechpartner für die Jugendlichen.
Das jährliche Dorffest, das Maibaumsetzen und die Kirmes sind traditionelle Höhepunkte in Niedergrunstedt. Zahlreiche weitere Veranstaltungen des Musik-Kindergartens, der Kirchgemeinde, des Senioren- und des Sportvereins prägen das dörfliche Gemeinschaftsleben. Das idyllische Dorfzentrum war in den vergangenen Jahren wiederholt Drehort für Fernseh-Produktionen des KiKA (Ein Engel für alle, Die zehn Gebote).

## Persönlichkeiten
- Rudolf Vent (1880–1948), Landschaftsmaler
- Horst Arloth (1925–2018), Drucker und Hochschullehrer